# Myiophasia setigera
Myiophasia setigera is een vliegensoort uit de familie van de sluipvliegen (Tachinidae). De wetenschappelijke naam van de soort is voor het eerst geldig gepubliceerd in 1908 door Townsend.